# Two and a Half Men/Episodenliste

Logo zur Serie

Diese Episodenliste enthält alle Episoden der US-amerikanischen Comedyserie Two and a Half Men, sortiert nach der US-amerikanischen Erstausstrahlung. Zwischen 2003 und 2015 entstanden in zwölf Staffeln insgesamt 262 Episoden mit einer Länge von jeweils etwa 22 Minuten.

## Übersicht
| Staffel | Episodenanzahl | Erstausstrahlung USA | Erstausstrahlung USA | Deutschsprachige Erstausstrahlung | Deutschsprachige Erstausstrahlung |
| Staffel | Episodenanzahl | Staffelpremiere      | Staffelfinale        | Staffelpremiere                   | Staffelfinale                     |
| ------- | -------------- | -------------------- | -------------------- | --------------------------------- | --------------------------------- |
| 1       | 24             | 22. September 2003   | 24. Mai 2004         | 12. März 2005                     | 20. August 2005                   |
| 2       | 24             | 20. September 2004   | 23. Mai 2005         | 11. März 2006                     | 18. Juni 2006                     |
| 3       | 24             | 19. September 2005   | 22. Mai 2006         | 16. September 2006                | 24. Februar 2007                  |
| 4       | 24             | 18. September 2006   | 14. Mai 2007         | 15. Dezember 2007                 | 18. März 2008                     |
| 5       | 19             | 24. September 2007   | 19. Mai 2008         | 17. Januar 2009                   | 13. Juni 2009                     |
| 6       | 24             | 22. September 2008   | 18. Mai 2009         | 20. Oktober 2009                  | 7. April 2010                     |
| 7       | 22             | 21. September 2009   | 24. Mai 2010         | 4. September 2010                 | 19. Februar 2011                  |
| 8       | 16             | 20. September 2010   | 14. Februar 2011     | 27. August 2011                   | 13. Dezember 2011                 |
| 9       | 24             | 19. September 2011   | 14. Mai 2012         | 10. Januar 2012                   | 13. November 2012                 |
| 10      | 23             | 27. September 2012   | 9. Mai 2013          | 8. Januar 2013                    | 29. Oktober 2013                  |
| 11      | 22             | 26. September 2013   | 8. Mai 2014          | 7. Januar 2014                    | 28. Oktober 2014                  |
| 12      | 16             | 30. Oktober 2014     | 19. Februar 2015     | 17. Februar 2015                  | 26. Mai 2015                      |

## Staffel 1
Die Erstausstrahlung der ersten Staffel war vom 22. September 2003 bis zum 24. Mai 2004 auf dem US-amerikanischen Fernsehsender CBS zu sehen. Die deutschsprachige Erstausstrahlung sendeten der deutsche und der österreichische Free-TV-Sender ProSieben und ORF eins nahezu zeitgleich vom 12. März bis zum 20. August 2005.
| Nr. (ges.) | Nr. (St.) | Deutscher Titel                   | Originaltitel                                              | Erstausstrahlung USA | Deutschsprachige Erstausstrahlung (A/D) | Regie            | Drehbuch                                                                         |
| ---------- | --------- | --------------------------------- | ---------------------------------------------------------- | -------------------- | --------------------------------------- | ---------------- | -------------------------------------------------------------------------------- |
| 1          | 1         | Stur, zwanghaft und unflexibel    | Pilot (Most Chicks Won’t Eat Veal)                         | 22. Sep. 2003        | 12. März 2005                           | James Burrows    | Chuck Lorre & Lee Aronsohn                                                       |
| 2          | 2         | Der Sockengolf-Champion           | Big Flappy Bastards                                        | 29. Sep. 2003        | 19. März 2005                           | Andy Ackerman    | Handlung: Chuck Lorre & Lee Aronsohn Schauspiel: Eddie Gorodetsky & Jeff Abugov  |
| 3          | 3         | War das Beethoven?                | Go East on Sunset Until You Reach the Gates of Hell        | 6. Okt. 2003         | 26. März 2005                           | Andy Ackerman    | Handlung: Chuck Lorre & Don Foster Schauspiel: Mark Roberts& Lee Aronsohn        |
| 4          | 4         | Ich brauche Berta                 | If I Can’t Write My Chocolate Song I’m Going to Take a Nap | 13. Okt. 2003        | 2. Apr. 2005                            | Andy Ackerman    | Handlung: Chuck Lorre & Lee Aronsohn Schauspiel: Susan Beavers & Don Foster      |
| 5          | 5         | Der Mittwochs-Mann                | The Last Thing You Want Is to Wind Up With a Hump          | 20. Okt. 2003        | 9. Apr. 2005                            | Andy Ackerman    | Handlung: Chuck Lorre & Lee Aronsohn Schauspiel: Eddie Gorodetsky & Jeff Abugov  |
| 6          | 6         | Gib Dir keine Mühe, Charlie       | Did You Check With the Captain of the Flying Monkeys?      | 27. Okt. 2003        | 16. Apr. 2005                           | Andy Ackerman    | Handlung: Chuck Lorre & Lee Aronsohn Schauspiel: Susan Beavers & Don Foster      |
| 7          | 7         | Ich verstehe                      | If They Do Go Either Way, They’re Usually Fake             | 3. Nov. 2003         | 23. Apr. 2005                           | Andy Ackerman    | Handlung: Chuck Lorre & Don Foster Schauspiel: Mark Roberts & Lee Aronsohn       |
| 8          | 8         | Die Industrielle-Revolutions-Show | Twenty-Five Little Pre-pubers Without a Snoot-ful          | 10. Nov. 2003        | 30. Apr. 2005                           | Chuck Lorre      | Handlung: Chuck Lorre & Lee Aronsohn Schauspiel: Eddie Gorodetsky & Jeff Abugov  |
| 9          | 9         | Phase eins, erfolgreich           | Phase One, Complete                                        | 17. Nov. 2003        | 14. Mai 2005                            | Andy Ackerman    | Handlung: Chuck Lorre & Lee Aronsohn Schauspiel: Susan Beavers & Don Foster      |
| 10         | 10        | Der Truthahn und die Männlichkeit | Merry Thanksgiving                                         | 24. Nov. 2003        | 21. Mai 2005                            | Jay Sandrich     | Chuck Lorre & Lee Aronsohn                                                       |
| 11         | 11        | Bereit für die Großaufnahme       | Alan Harper, Frontier Chiropractor                         | 15. Dez. 2003        | 28. Mai 2005                            | Robert Berlinger | Handlung: Chuck Lorre & Don Foster Schauspiel: Lee Aronsohn & Mark Roberts       |
| 12         | 12        | Ich kümmere mich um Prudence      | Camel Filters + Pheromones                                 | 5. Jan. 2004         | 4. Juni 2005                            | Robert Berlinger | Handlung: Chuck Lorre & Lee Aronsohn Schauspiel: Susan Beavers & Mark Roberts    |
| 13         | 13        | Im Bett mit Angina                | Sarah Like Puny Alan                                       | 12. Jan. 2004        | 11. Juni 2005                           | Robert Berlinger | Handlung: Chuck Lorre Schauspiel: Lee Aronsohn & Don Foster                      |
| 14         | 14        | Ich kann mir keine Hyänen leisten | I Can’t Afford Hyenas                                      | 2. Feb. 2004         | 18. Juni 2005                           | Rob Schiller     | Handlung: Chuck Lorre & Lee Aronsohn Schauspiel: Jeff Abugov & Eddie Gorodetsky  |
| 15         | 15        | Wer kriegt die Verrückte? Teil 1  | Round One to the Hot Crazy Chick (1)                       | 9. Feb. 2004         | 25. Juni 2005                           | Andrew D. Weyman | Chuck Lorre & Lee Aronsohn                                                       |
| 16         | 16        | Wer kriegt die Verrückte? Teil 2  | That Was Saliva, Alan (2)                                  | 16. Feb. 2004        | 2. Juli 2005                            | Andrew D. Weyman | Chuck Lorre & Lee Aronsohn                                                       |
| 17         | 17        | Hamburger und Mützen              | Ate The Hamburgers, Wearing The Hats                       | 23. Feb. 2004        | 9. Juli 2005                            | Andrew D. Weyman | Handlung: Jeff Abugov & Eric Lapidus Schauspiel: Eddie Gorodetsky & Mark Roberts |
| 18         | 18        | Alte Flamme mit neuem Docht       | An Old Flame With a New Wick                               | 1. März 2004         | 16. Juli 2005                           | Andrew D. Weyman | Handlung: Chuck Lorre & Don Foster Schauspiel: Lee Aronsohn & Mark Roberts       |
| 19         | 19        | Die Garderobenfrau                | I Remember the Coatroom, I Just Don’t Remember You         | 22. März 2004        | 7. Mai 2005                             | Gail Mancuso     | Handlung: Chuck Lorre & Lee Aronsohn Schauspiel: Don Foster & Eddie Gorodetsky   |
| 20         | 20        | Ich kann im Dunkeln pinkeln       | Hey, I Can Pee Outside in the Dark                         | 19. Apr. 2004        | 23. Juli 2005                           | Gary Halvorson   | Handlung: Chuck Lorre & Lee Aronsohn Schauspiel: Jeff Abugov & Mark Roberts      |
| 21         | 21        | Fragen Sie Ihren Bruder           | No Sniffing, No Wowing                                     | 3. Mai 2004          | 30. Juli 2005                           | Rob Schiller     | Handlung: Lee Aronsohn & Susan Beavers Schauspiel: Chuck Lorre & Don Foste       |
| 22         | 22        | Wollmäuse und Kuhpuppen           | My Doctor has a Cow Puppet                                 | 10. Mai 2004         | 6. Aug. 2005                            | Gail Mancuso     | Handlung: Lee Aronsohn & Don Foster Schauspiel: Chuck Lorre & Eddie Gorodetsky   |
| 23         | 23        | Wie die Büffel                    | Just Like Buffalo                                          | 17. Mai 2004         | 13. Aug. 2005                           | Rob Schiller     | Handlung: Chuck Lorre & Susan Beavers Schauspiel: Lee Aronsohn & Don Foster      |
| 24         | 24        | Spüren Sie meinen Finger?         | Can You Feel My Finger?                                    | 24. Mai 2004         | 20. Aug. 2005                           | Rob Schiller     | Chuck Lorre & Lee Aronsohn                                                       |

## Staffel 2
Die Erstausstrahlung der zweiten Staffel war vom 20. September 2004 bis zum 23. Mai 2005 auf dem US-amerikanischen Fernsehsender CBS zu sehen. Die deutschsprachige Erstausstrahlung sendete der deutsche und der österreichische Free-TV-Sender ProSieben und ORF eins im Zeitraum vom 11. März bis zum 18. Juni 2006.
| Nr. (ges.) | Nr. (St.) | Deutscher Titel                   | Originaltitel                                  | Erstausstrahlung USA | Deutschsprachige Erstausstrahlung (A/D) | Regie          | Drehbuch                                                                          |
| ---------- | --------- | --------------------------------- | ---------------------------------------------- | -------------------- | --------------------------------------- | -------------- | --------------------------------------------------------------------------------- |
| 25         | 1         | Weiche von mir, Mary Poppins      | Back Off Mary Poppins                          | 20. Sep. 2004        | 1. Apr. 2006                            | Pamela Fryman  | Handlung: Chuck Lorre Schauspiel: Lee Aronsohn & Susan Beavers                    |
| 26         | 2         | Ist das meine Hose?               | Enjoy Those Garlic Balls                       | 27. Sep. 2004        | 8. Apr. 2006                            | Pamela Fryman  | Handlung: Chuck Lorre & Lee Aronsohn Schauspiel: Don Foster & Eddie Gorodetsky    |
| 27         | 3         | Ich bin ein Schmetterling         | A Bag Full of Jawea                            | 4. Okt. 2004         | 15. Apr. 2006                           | Pamela Fryman  | Handlung: Chuck Lorre & Lee Aronsohn Schauspiel: Jeff Abugov & Mark Roberts       |
| 28         | 4         | Her mit Mamis BH                  | Go Get Mommy’s Bra                             | 11. Okt. 2004        | 22. Apr. 2006                           | Pamela Fryman  | Handlung: Chuck Lorre & Eddie Gorodetsky Schauspiel: Lee Aronsohn & Don Foster    |
| 29         | 5         | Ich muss früh raus                | Bad News from the Clinic                       | 18. Okt. 2004        | 29. Apr. 2006                           | Pamela Fryman  | Handlung: Chuck Lorre & Lee Aronsohn Schauspiel: Mark Roberts & Jeff Abugov       |
| 30         | 6         | Der böse Alan                     | The Price of Healthy Gums Is Eternal Vigilance | 25. Okt. 2004        | 6. Mai 2006                             | Pamela Fryman  | Handlung: Chuck Lorre & Lee Aronsohn Schauspiel: Mark Roberts & Eddie Gorodetsky  |
| 31         | 7         | Ich bin eine Aztekenpriesterin    | A Kosher Slaughterhouse Out in Fontana         | 8. Nov. 2004         | 13. Mai 2006                            | Pamela Fryman  | Handlung: Don Foster Schauspiel: Chuck Lorre & Lee Aronsohn                       |
| 32         | 8         | Haben wir eine Trittleiter?       | Frankenstein and the Horny Villagers           | 15. Nov. 2004        | 20. Mai 2006                            | Pamela Fryman  | Handlung: Don Foster & Jeff Abugov Schauspiel: Chuck Lorre & Lee Aronsohn         |
| 33         | 9         | Ich kann gut mit Babys            | Yes, Monsignor                                 | 22. Nov. 2004        | 27. Mai 2006                            | Pamela Fryman  | Handlung: Chuck Lorre & Lee Aronsohn Schauspiel: Jeff Abugov & Susan Beavers      |
| 34         | 10        | Der Lachs unter meiner Bluse      | The Salmon Under My Sweater                    | 29. Nov. 2004        | 3. Juni 2006                            | Pamela Fryman  | Handlung: Don Foster & Mark Roberts Schauspiel: Chuck Lorre & Lee Aronsohn        |
| 35         | 11        | Der Busch bin ich                 | Last Chance to See Those Tattoos               | 13. Dez. 2004        | 10. Juni 2006                           | Pamela Fryman  | Chuck Lorre & Lee Aronsohn                                                        |
| 36         | 12        | Eine Nase voll Alan               | A Lungful of Alan                              | 3. Jan. 2005         | 17. Juni 2006                           | Pamela Fryman  | Handlung: Chuck Lorre & Lee Aronsohn Schauspiel: Mark Roberts & Eddie Gorodetsky  |
| 37         | 13        | Geh’ von meinen Haaren runter     | Zejdz z Moich Wlosów [a.k.a. Get Off My Hair]  | 17. Jan. 2005        | 11. März 2006                           | Pamela Fryman  | Handlung: Susan Beavers & Eddie Gorodetsky Schauspiel: Chuck Lorre & Lee Aronsohn |
| 38         | 14        | Kein Truthahnhals für Oma         | Those Big Pink Things with Coconut             | 31. Jan. 2005        | 18. März 2006                           | Pamela Fryman  | Handlung: Chuck Lorre & Lee Aronsohn Schauspiel: Don Foster & Jeff Abugov         |
| 39         | 15        | Riech mal am Schirmständer        | Smell the Umbrella Stand                       | 7. Feb. 2005         | 18. März 2006                           | Pamela Fryman  | Handlung: Chuck Lorre & Lee Aronsohn Schauspiel: Don Foster & Susan Beavers       |
| 40         | 16        | Der vergessene Sohn               | Can You Eat Human Flesh With Wooden Teeth?     | 14. Feb. 2005        | 25. März 2006                           | Pamela Fryman  | Handlung: Chuck Lorre & Lee Aronsohn Schauspiel: Don Foster & Susan Beavers       |
| 41         | 17        | Lass dir die Zitrone schmecken    | Woo-Hoo, a Hernia Exam!                        | 21. Feb. 2005        | 1. Apr. 2006                            | Pamela Fryman  | Handlung: Mark Roberts & Susan Beavers Schauspiel: Chuck Lorre & Lee Aronsohn     |
| 42         | 18        | Pamela und Purzelchen             | It Was Mame, Mom                               | 7. März 2005         | 8. Apr. 2006                            | Pamela Fryman  | Handlung: Chuck Lorre & Lee Aronsohn Schauspiel: Eddie Gorodetsky & Mark Roberts  |
| 43         | 19        | Der Todestoast                    | A Low, Guttural Tongue-Flapping Noise          | 21. März 2005        | 15. Apr. 2006                           | Gary Halvorson | Handlung: Mark Roberts & Eddie Gorodetsky Schauspiel: Chuck Lorre & Lee Aronsohn  |
| 44         | 20        | Ich wollte immer einen Nacktaffen | I Always Wanted a Shaved Monkey                | 18. Apr. 2005        | 22. Apr. 2006                           | Asaad Kelada   | Handlung: Susan Beavers & Jeff Abugov Schauspiel: Chuck Lorre & Lee Aronsohn      |
| 45         | 21        | Wo ist die Leiche, Sir?           | A Sympathetic Crotch to Cry On                 | 2. Mai 2005          | 29. Apr. 2006                           | Pamela Fryman  | Handlung: Chuck Lorre & Lee Aronsohn Schauspiel: Mark Roberts & Eddie Gorodetsky  |
| 46         | 22        | Es ist kein Frauenauto!           | That Old Hose Bag Is My Mother                 | 9. Mai 2005          | 6. Mai 2006                             | Gary Halvorson | Handlung: Chuck Lorre & Lee Aronsohn Schauspiel: Mark Roberts & Don Foster        |
| 47         | 23        | Sushi und Ketchup                 | Squab, Squab, Squab, Squab, Squab              | 16. Mai 2005         | 13. Mai 2006                            | J.D. Lobue     | Handlung: Chuck Lorre & Lee Aronsohn Schauspiel: Susan Beavers & Don Foster       |
| 48         | 24        | Mein schönstes Wochenenderlebnis  | Does This Smell Funny to You?                  | 23. Mai 2005         | 20. Mai 2006                            | Pamela Fryman  | Handlung: Chuck Lorre & Lee Aronsohn Schauspiel: Susan Beavers & Jeff Abugov      |

## Staffel 3
Die Erstausstrahlung der dritten Staffel war vom 19. September 2005 bis zum 22. Mai 2006 auf dem US-amerikanischen Fernsehsender CBS zu sehen. Die deutschsprachige Erstausstrahlung sendete der deutsche Fernsehsender ProSieben vom 16. September 2006 bis zum 24. Februar 2007.
| Nr. (ges.) | Nr. (St.) | Deutscher Titel                             | Originaltitel                                | Erstausstrahlung USA | Deutschsprachige Erstausstrahlung (D) | Regie          | Drehbuch                                                                                        |
| ---------- | --------- | ------------------------------------------- | -------------------------------------------- | -------------------- | ------------------------------------- | -------------- | ----------------------------------------------------------------------------------------------- |
| 49         | 1         | Vergiss den Techniker                       | Weekend in Bangkok with Two Olympic Gymnasts | 19. Sep. 2005        | 16. Sep. 2006                         | Gary Halvorson | Chuck Lorre & Lee Aronsohn                                                                      |
| 50         | 2         | Donuts im Stau                              | Principal Gallagher’s Lesbian Lover          | 26. Sep. 2005        | 23. Sep. 2006                         | Gary Halvorson | Susan Beavers & Eddie Gorodetsky                                                                |
| 51         | 3         | Die tote Oma im Whirlpool                   | Carpet Burns and a Bite Mark                 | 3. Okt. 2005         | 30. Sep. 2006                         | Gary Halvorson | Handlung: Chuck Lorre Schauspiel: Lee Aronsohn & Don Foster                                     |
| 52         | 4         | Fragen Sie einfach mich                     | Your Dismissive Attitude Toward Boobs        | 10. Okt. 2005        | 7. Okt. 2006                          | Gary Halvorson | Handlung: Chuck Lorre & Lee Aronsohn Schauspiel: Eddie Gorodetsky & Mark Roberts                |
| 53         | 5         | Mr. Pinky und Mr. Pipi                      | We Called It Mr. Pinky                       | 17. Okt. 2005        | 14. Okt. 2006                         | Gary Halvorson | Mark Roberts & Susan Beavers                                                                    |
| 54         | 6         | Oh Gehörnter!                               | Hi, Mr. Horned One                           | 24. Okt. 2005        | 21. Okt. 2006                         | Gary Halvorson | Handlung: Eddie Gorodetsky & Mark Roberts Schauspiel: Chuck Lorre & Lee Aronsohn                |
| 55         | 7         | Ich kann ihren Skrupel sehen                | Sleep Tight, Puddin’ Pop                     | 7. Nov. 2005         | 28. Okt. 2006                         | Gary Halvorson | Handlung: Eddie Gorodetsky & Don Foster Schauspiel: Chuck Lorre & Lee Aronsohn                  |
| 56         | 8         | Ich will tanzen                             | That Voodoo That I Do Do                     | 14. Nov. 2005        | 4. Nov. 2006                          | Gary Halvorson | Handlung: Chuck Lorre & Lee Aronsohn Schauspiel: Eddie Gorodetsky & Mark Roberts                |
| 57         | 9         | Ein Witz mit Urknall                        | Madame and Her Special Friend                | 21. Nov. 2005        | 11. Nov. 2006                         | Asaad Kelada   | Handlung: Jeff Abugov & Susan Beavers Schauspiel: Chuck Lorre & Lee Aronsohn                    |
| 58         | 10        | Etwas Salziges mit Biss                     | Something Salted and Twisted                 | 28. Nov. 2005        | 18. Nov. 2006                         | Rob Schiller   | Handlung: Eddie Gorodetsky & Mark Roberts Schauspiel: Chuck Lorre & Lee Aronsohn                |
| 59         | 11        | Santas Dorf der Verdammten                  | Santa’s Village of the Damned                | 19. Dez. 2005        | 25. Nov. 2006                         | Rob Schiller   | Handlung: Chuck Lorre & Lee Aronsohn Schauspiel: Don Foster & Susan Beavers                     |
| 60         | 12        | Ein gewisses Ziehen                         | That Special Tug                             | 9. Jan. 2006         | 2. Dez. 2006                          | Rob Schiller   | Handlung: Don Foster & Susan Beavers Schauspiel: Chuck Lorre & Lee Aronsohn                     |
| 61         | 13        | Selbsterniedrigung ist ein visuelles Medium | Humiliation is a Visual Medium               | 23. Jan. 2006        | 9. Dez. 2006                          | Rob Schiller   | Handlung: Chuck Lorre & Lee Aronsohn Schauspiel: Mark Roberts & Eddie Gorodetsky                |
| 62         | 14        | Liebe ist geisteskrank                      | Love Isn’t Blind, It’s Retarded              | 6. Feb. 2006         | 16. Dez. 2006                         | Gary Halvorson | Handlung: Chuck Lorre, Lee Aronsohn & Jeff Abougov Schauspiel: Don Foster & Susan Beavers       |
| 63         | 15        | Meine Zunge ist aus Fleisch                 | My Tongue is Meat                            | 27. Feb. 2006        | 23. Dez. 2006                         | Gary Halvorson | Handlung: Eddie Gorodetsky & Mark Roberts Schauspiel: Chuck Lorre & Lee Aronsohn                |
| 64         | 16        | Was ist ein Quickie?                        | Ergo, The Booty Call                         | 6. März 2006         | 30. Dez. 2006                         | Gary Halvorson | Handlung: Chuck Lorre & Lee Aronsohn Schauspiel: Don Foster & Susan Beavers                     |
| 65         | 17        | Der Jingle-Mufti                            | The Unfortunate Little Schnauser             | 13. März 2006        | 6. Jan. 2007                          | Gary Halvorson | Handlung: Mark Roberts & Eddie Gorodetsky Schauspiel: Mark Roberts & Eddie Gorodetsky           |
| 66         | 18        | Nieren wachsen schneller nach               | The Spit-Covered Cobbler                     | 20. März 2006        | 14. Jan. 2007                         | Gary Halvorson | Handlung: Eddie Gorodetsky & Mark Roberts Schauspiel: Chuck Lorre & Lee Aronsohn                |
| 67         | 19        | Meine Nichte sitzt im Knast                 | Golly Moses, She’s a Muffin                  | 10. Apr. 2006        | 20. Jan. 2007                         | Gary Halvorson | Handlung: Chuck Lorre & Lee Aronsohn Schauspiel: Mark Roberts & Eddie Gorodetsky                |
| 68         | 20        | Wie im Hamsterkäfig                         | Always a Bridesmaid, Never a Burro           | 24. Apr. 2006        | 27. Jan. 2007                         | Gary Halvorson | Handlung: Chuck Lorre & Lee Aronsohn Schauspiel: Susan Beavers & Don Foster                     |
| 69         | 21        | Unmusikalisch und arrogant                  | And the Plot Moistens                        | 1. Mai 2006          | 3. Feb. 2007                          | Jerry Zaks     | Handlung: Eddie Gorodetsky & Jim Patterson Schauspiel: Chuck Lorre, Lee Aronsohn & Mark Roberts |
| 70         | 22        | Ein Mann braucht höhere Ziele               | Just Once With Aunt Sophie                   | 8. Mai 2006          | 10. Feb. 2007                         | Lee Aronsohn   | Lee Aronsohn & Chuck Lorre                                                                      |
| 71         | 23        | Die Samenspende                             | Arguments for the Quickie                    | 15. Mai 2006         | 17. Feb. 2007                         | James Widdoes  | Handlung: Susan Beavers & Don Foster Schauspiel: Chuck Lorre & Lee Aronsohn                     |
| 72         | 24        | Zwei Hochzeiten und ein Lachanfall          | That Pistol-Packin’ Hermaphrodite            | 22. Mai 2006         | 24. Feb. 2007                         | James Widdoes  | Handlung: Chuck Lorre & Lee Aronsohn Schauspiel: Susan Beavers & Don Foster                     |

## Staffel 4
Die Erstausstrahlung der vierten Staffel war vom 18. September 2006 bis zum 14. Mai 2007 auf dem US-amerikanischen Fernsehsender CBS zu sehen. Die deutschsprachige Erstausstrahlung sendete der deutsche Fernsehsender ProSieben vom 15. Dezember 2007 bis zum 23. Februar 2008 und – mit Ausnahme von Episode 18 – der österreichische Fernsehsender ORF eins vom 25. Februar bis zum 18. März 2008.
| Nr. (ges.) | Nr. (St.) | Deutscher Titel                           | Originaltitel                        | Erstausstrahlung USA | Deutschsprachige Erstausstrahlung (A/D) | Regie            | Drehbuch                                                                                         |
| ---------- | --------- | ----------------------------------------- | ------------------------------------ | -------------------- | --------------------------------------- | ---------------- | ------------------------------------------------------------------------------------------------ |
| 73         | 1         | Ich arbeite für Caligula                  | Working for Caligula                 | 18. Sep. 2006        | 15. Dez. 2007                           | Gary Halvorson   | Chuck Lorre & Lee Aronsohn                                                                       |
| 74         | 2         | Wer ist Wod Katitten?                     | Who’s Vod Kanockers?                 | 25. Sep. 2006        | 22. Dez. 2007                           | Gary Halvorson   | Handlung: Chuck Lorre & Lee Aronsohn Schauspiel: Don Foster & Eddie Gorodetsky                   |
| 75         | 3         | Die See ist eine harte Mutter             | The Sea is a Harsh Mistress          | 2. Okt. 2006         | 29. Dez. 2007                           | Gary Halvorson   | Handlung: Chuck Lorre & Lee Aronsohn Schauspiel: Eddie Gorodetsky & Mark Roberts                 |
| 76         | 4         | Wo ist der blöde Hund?                    | A Pot Smoking Monkey                 | 9. Okt. 2006         | 5. Jan. 2008                            | Gary Halvorson   | Handlung: Bill Prady & Maria Espada Pearce Schauspiel: Chuck Lorre, Lee Aronsohn & Susan Beavers |
| 77         | 5         | Ein guter Schläfer                        | A Live Woman of Proven Fertility     | 16. Okt. 2006        | 12. Jan. 2008                           | Gary Halvorson   | Handlung: Don Foster & Susan Beavers Schauspiel: Chuck Lorre & Lee Aronsohn                      |
| 78         | 6         | Ödipus                                    | Apologies for the Frivolity          | 23. Okt. 2006        | 19. Jan. 2008                           | Gary Halvorson   | Handlung: Chuck Lorre & Lee Aronsohn Schauspiel: Don Foster & Mark Roberts                       |
| 79         | 7         | Wie Haare an feuchter Seife               | Repeated Blows to His Unformed Head  | 6. Nov. 2006         | 26. Jan. 2008                           | Gary Halvorson   | Handlung: Chuck Lorre & Lee Aronsohn Schauspiel: Eddie Gorodetsky & Jim Patterson                |
| 80         | 8         | Lasst die Hunde los!                      | Release the Dogs                     | 13. Nov. 2006        | 2. Feb. 2008                            | Gary Halvorson   | Handlung: Susan Beavers & Jim Patterson Schauspiel: Chuck Lorre & Lee Aronsohn                   |
| 81         | 9         | Der alte Alan                             | Corey’s Been Dead For an Hour        | 20. Nov. 2006        | 9. Feb. 2008                            | Gary Halvorson   | Handlung: Mark Roberts & Don Foster Schauspiel: Chuck Lorre & Lee Aronsohn                       |
| 82         | 10        | Leck nicht an deiner Haarbürste           | Kissing Abraham Lincoln              | 27. Nov. 2006        | 16. Feb. 2008                           | Gary Halvorson   | Handlung: Eddie Gorodetsky & Mark Roberts Schauspiel: Chuck Lorre & Lee Aronsohn                 |
| 83         | 11        | Entweihnacht                              | Walnuts and Demerol                  | 11. Dez. 2006        | 23. Feb. 2008                           | Gary Halvorson   | Handlung: Chuck Lorre & Lee Aronsohn Schauspiel: Susan Beavers & Jim Patterson                   |
| 84         | 12        | Alan ist anders                           | Castrating Sheep in Montana          | 8. Jan. 2007         | 25. Feb. 2008                           | James Widdoes    | Handlung: Chuck Lorre & Lee Aronsohn Schauspiel: Mark Roberts & Eddie Gorodetsky                 |
| 85         | 13        | Superman und Dornröschen                  | Don’t Worry, Speed Racer             | 22. Jan. 2007        | 27. Feb. 2008                           | Gary Halvorson   | Handlung: Mark Roberts & Susan Beavers Schauspiel: Chuck Lorre & Lee Aronsohn                    |
| 86         | 14        | Man fängt nie mit Blähungen an            | That’s Summer Sausage, Not Salami    | 5. Feb. 2007         | 28. Feb. 2008                           | Gary Halvorson   | Handlung: Chuck Lorre & Lee Aronsohn Schauspiel: Don Foster, Susan Beavers & Jim Patterson       |
| 87         | 15        | Nadeln in den Ohren                       | My Damn Stalker                      | 12. Feb. 2007        | 29. Feb. 2008                           | James Widdoes    | Handlung: Chuck Lorre & Lee Aronsohn Schauspiel: Mark Roberts & Eddie Gorodetsky                 |
| 88         | 16        | Auch junge Menschen sind mal verschleimt  | Young People Have Phlegm Too         | 19. Feb. 2007        | 3. März 2008                            | Andrew D. Weyman | Handlung: Eddie Gorodetsky & Mark Roberts Schauspiel: Chuck Lorre & Lee Aronsohn                 |
| 89         | 17        | Tausche Rezept gegen Mutter               | I Merely Slept With a Commie         | 26. Feb. 2007        | 5. März 2008                            | Gary Halvorson   | Handlung: Chuck Lorre & Lee Aronsohn Schauspiel: Susan Beavers & Jim Patterson                   |
| 90         | 18        | Die frenetische Detektivin                | It Never Rains in Hooterville        | 19. März 2007        | 12. Apr. 2008                           | Gary Halvorson   | Handlung: Chuck Lorre & Lee Aronsohn Schauspiel: Don Foster & Mark Roberts                       |
| 91         | 19        | Judiths Haus der Verdammten               | Smooth as a Ken Doll                 | 9. Apr. 2007         | 10. März 2008                           | Gary Halvorson   | Handlung: Chuck Lorre & Lee Aronsohn Schauspiel: Susan Beavers, Eddie Gorodetsky & Don Foster    |
| 92         | 20        | Ich mach bei Hochzeiten immer das Gleiche | Aunt Myra Doesn’t Pee a Lot          | 16. Apr. 2007        | 11. März 2008                           | Jerry Zaks       | Handlung: Eddie Gorodetsky & Jim Patterson Schauspiel: Chuck Lorre & Lee Aronsohn                |
| 93         | 21        | Schwul ist cool                           | Tucked, Taped and Gorgeous           | 23. Apr. 2007        | 13. März 2008                           | Jerry Zaks       | Handlung: Chuck Lorre & Lee Aronsohn Schauspiel: Mark Roberts & Don Foster                       |
| 94         | 22        | Schweinchen Glück                         | Mr. McGlue’s Feedbag                 | 30. Apr. 2007        | 14. März 2008                           | Jon Cryer        | Handlung: Chuck Lorre & Lee Aronsohn Schauspiel: Jim Patterson & Don Foster                      |
| 95         | 23        | Vergiss Fernando                          | Anteaters. They’re Just Crazy-lookin | 7. Mai 2007          | 17. März 2008                           | Lee Aronsohn     | Handlung: Lee Aronsohn & Chuck Lorre Schauspiel: Don Foster, Mark Roberts & Jim Patterson        |
| 96         | 24        | Teddy ist unser Daddy                     | Prostitutes and Gelato               | 14. Mai 2007         | 18. März 2008                           | Ted Wass         | Handlung: Susan Beavers & Eddie Gorodetsky Schauspiel: Lee Aronsohn & Chuck Lorre                |

## Staffel 5
Die Erstausstrahlung der fünften Staffel war vom 24. September 2007 bis zum 19. Mai 2008 auf dem US-amerikanischen Fernsehsender CBS zu sehen. Die deutschsprachige Erstausstrahlung sendete der österreichische Fernsehsender ORF eins vom 17. Januar bis zum 7. Februar 2009  und dann wieder vom 11. April bis zum 13. Juni 2009 . Vom 11. bis zum 20. Februar 2009  wurde die Erstausstrahlung von dem Schweizer Fernsehsender SF zwei gesendet.
| Nr. (ges.) | Nr. (St.) | Deutscher Titel                   | Originaltitel                                      | Erstausstrahlung USA | Deutschsprachige Erstausstrahlung (A/CH) | Regie         | Drehbuch |
| ---------- | --------- | --------------------------------- | -------------------------------------------------- | -------------------- | ---------------------------------------- | ------------- | --- |
| 97         | 1         | Ziege bleibt Ziege                | Large Birds, Spiders and Mom                       | 24. Sep. 2007        | 17. Jan. 2009                            | Ted Wass      | Handlung: Mark Roberts & Eddie Gorodetsky Schauspiel: Chuck Lorre & Lee Aronsohn                                           |
| 98         | 2         | Der Genius des Bösen              | Media Room Slash Dungeon                           | 1. Okt. 2007         | 31. Jan. 2009                            | Ted Wass      | Handlung: Chuck Lorre & Lee Aronsohn Schauspiel: Don Foster, Susan Beavers & Jim Patterson                                 |
| 99         | 3         | Flibber-Flabber-Schlabber         | Dum Diddy Dum Diddy Doo                            | 8. Okt. 2007         | 7. Feb. 2009                             | Ted Wass      | Chuck Lorre & Lee Aronsohn                                                                                                 |
| 100        | 4         | Eine Blondine mit Kaffee          | City of Great Racks                                | 15. Okt. 2007        | 11. Feb. 2009                            | James Widdoes | Handlung: Chuck Lorre, Lee Aronsohn, Don Foster & Mark Roberts Schauspiel: Eddie Gorodetsky, Susan Beavers & Jim Patterson |
| 101        | 5         | Die üblichen Nebenwirkungen       | Putting Swim Fins on a Cat                         | 22. Okt. 2007        | 12. Feb. 2009                            | James Widdoes | Handlung: Mark Roberts Schauspiel: Don Foster & Eddie Gorodetsky                                                           |
| 102        | 6         | Richterin des Jahres              | Help Daddy Find His Toenail                        | 29. Okt. 2007        | 13. Feb. 2009                            | James Widdoes | Handlung: Chuck Lorre & Lee Aronsohn Schauspiel: Susan Beavers & Jim Patterson                                             |
| 103        | 7         | Die Schale des Anstoßes           | The Leather Gear is in the Guest Room              | 5. Nov. 2007         | 16. Feb. 2009                            | Ted Wass      | Chuck Lorre & Lee Aronsohn                                                                                                 |
| 104        | 8         | Wer liebt die Kinder?             | Is There a Mrs. Waffles?                           | 12. Nov. 2007        | 17. Feb. 2009                            | Ted Wass      | Handlung: Susan Beavers & Jim Patterson Schauspiel: Chuck Lorre & Lee Aronsohn                                             |
| 105        | 9         | Eng ist gut                       | Tight’s Good                                       | 19. Nov. 2007        | 18. Feb. 2009                            | Jean Sagal    | Handlung: Mark Roberts Schauspiel: Don Foster & Eddie Gorodetsky                                                           |
| 106        | 10        | Der Frauendieb                    | Kinda Like Necrophilia                             | 26. Nov. 2007        | 19. Feb. 2009                            | Ted Wass      | Handlung: Jim Patterson & Susan Beavers Schauspiel: Chuck Lorre & Lee Aronsohn                                             |
| 107        | 11        | Potpourri und Pfefferspray        | Meander to Your Dander                             | 17. März 2008        | 20. Feb. 2009                            | James Widdoes | Handlung: Don Foster & Mark Roberts Schauspiel: Susan Beavers & Jim Patterson                                              |
| 108        | 12        | Die Elefantenpille                | A Little Clammy and None Too Fresh                 | 24. März 2008        | 11. Apr. 2009                            | James Widdoes | Handlung: Susan Beavers & Jim Patterson Schauspiel: Chuck Lorre & Lee Aronsohn                                             |
| 109        | 13        | Säen und Ernten                   | The Soil is Moist                                  | 31. März 2008        | 18. Apr. 2009                            | James Widdoes | Handlung: Eddie Gorodetsky Schauspiel: Chuck Lorre & Lee Aronsohn                                                          |
| 110        | 14        | Ohne Mücken kein Beglücken        | Winky-Dink Time                                    | 14. Apr. 2008        | 25. Apr. 2009                            | James Widdoes | Handlung: Mark Roberts Schauspiel: Eddie Gorodetsky & Jim Patterson                                                        |
| 111        | 15        | Der Trauerarbeiter                | Rough Night in Hump Junction (aka His Ugly Bundle) | 21. Apr. 2008        | 2. Mai 2009                              | James Widdoes | Handlung: Mark Roberts Schauspiel: Chuck Lorre & Lee Aronsohn                                                              |
| 112        | 16        | Gekühlte Schmetterlinge           | Look at Me, Mommys, I’m Pretty                     | 28. Apr. 2008        | 9. Mai 2009                              | Joel Zwick    | Handlung: Chuck Lorre & Lee Aronsohn Schauspiel: Eddie Gorodetsky, Don Foster & Susan Beavers                              |
| 113        | 17        | Eine Leiche zur Hochzeit          | Fish in a Drawer                                   | 5. Mai 2008          | 23. Mai 2009                             | Jeff Melman   | Handlung: Carol Mendelsohn & Naren Shankar Schauspiel: Sarah Goldfinger & Evan Dunsky                                      |
| 114        | 18        | Allein, inkontinent und ungeliebt | If My Hole Could Talk                              | 12. Mai 2008         | 6. Juni 2009                             | Jon Cryer     | Handlung: Chuck Lorre & Lee Aronsohn Schauspiel: Eddie Gorodetsky, Jim Patterson & Mark Roberts                            |
| 115        | 19        | Die Mutterfigur                   | Waiting for the Right Snapper                      | 19. Mai 2008         | 13. Juni 2009                            | Jeff Melman   | Handlung: Eddie Gorodetsky & Don Foster Schauspiel: Mark Roberts, Lee Aronsohn & Chuck Lorre                               |

## Staffel 6
Die Erstausstrahlung der sechsten Staffel war vom 22. September 2008 bis zum 18. Mai 2009 auf dem US-amerikanischen Fernsehsender CBS zu sehen. Die deutschsprachige Erstausstrahlung sendete der deutsche Fernsehsender ProSieben vom 20. Oktober bis zum 22. Dezember 2009 und am 26. Januar 2010. Am 9. und am 16. Januar und vom 6. Februar bis zum 27. März 2010 sendete der österreichische Fernsehsender ORF eins die Erstausstrahlung. Die letzten sieben Episoden dieser Staffel wurden im Zeitraum vom 30. März bis zum 7. April 2010 auf dem Schweizer Fernsehsender SF zwei erstausgestrahlt.
| Nr. (ges.) | Nr. (St.) | Deutscher Titel                                | Originaltitel                         | Erstausstrahlung USA | Deutschsprachige Erstausstrahlung (D/A/CH) | Regie         | Drehbuch |
| ---------- | --------- | ---------------------------------------------- | ------------------------------------- | -------------------- | ------------------------------------------ | ------------- | --- |
| 116        | 1         | Das Wunschkind                                 | Taterhead Is Our Love Child           | 22. Sep. 2008        | 20. Okt. 2009                              | James Widdoes | Handlung: Chuck Lorre & Lee Aronsohn Schauspiel: Mark Roberts, Don Foster & Jim Patterson                                  |
| 117        | 2         | Ich hätte einen Affen nehmen sollen            | Pie Hole, Herb                        | 29. Sep. 2008        | 20. Okt. 2009                              | James Widdoes | Handlung: Chuck Lorre & Lee Aronsohn Schauspiel: Eddie Gorodetsky & Susan Beavers                                          |
| 118        | 3         | Rührei                                         | Damn You, Eggs Benedict               | 6. Okt. 2008         | 27. Okt. 2009                              | Jean Sagal    | Handlung: Mark Roberts & Don Foster Schauspiel: Chuck Lorre & Lee Aronsohn                                                 |
| 119        | 4         | Knall und Fall                                 | The Flavin’ and the Mavin’            | 13. Okt. 2008        | 3. Nov. 2009                               | James Widdoes | Handlung: Chuck Lorre & Lee Aronsohn Schauspiel: Eddie Gorodetsky & Jim Patterson                                          |
| 120        | 5         | Schuld und Sühne                               | A Jock Strap in Hell                  | 20. Okt. 2008        | 10. Nov. 2009                              | Jean Sagal    | Handlung: Chuck Lorre & Lee Aronsohn Schauspiel: Don Foster, Eddie Gorodetsky & Susan Beavers                              |
| 121        | 6         | Der Herr im Haus                               | It’s Always Nazi Week (1)             | 3. Nov. 2008         | 17. Nov. 2009                              | James Widdoes | Handlung: Chuck Lorre & Lee Aronsohn Schauspiel: Mark Roberts & Jim Patterson                                              |
| 122        | 7         | Alles einsteigen                               | Best H.O. Money Can Buy (2)           | 10. Nov. 2008        | 24. Nov. 2009                              | James Widdoes | Handlung: Chuck Lorre & Lee Aronsohn Schauspiel: Mark Roberts, Don Foster & Eddie Gorodetsky                               |
| 123        | 8         | Pinocchios Mund                                | Pinocchio’s Mouth                     | 17. Nov. 2008        | 15. Dez. 2009                              | Jeff Melman   | Handlung: Chuck Lorre & Mark Roberts Schauspiel: Don Foster & Jim Patterson                                                |
| 124        | 9         | Mali-Buh                                       | The Mooch at the Boo                  | 24. Nov. 2008        | 22. Dez. 2009                              | Jeff Melman   | Handlung: Chuck Lorre & Lee Aronsohn Schauspiel: Eddie Gorodetsky & Susan Beavers                                          |
| 125        | 10        | Der Schwachkopf kriegt ein Auto                | He Smelled the Ham, He Got Excited    | 8. Dez. 2008         | 9. Jan. 2010                               | Jeff Melman   | Handlung: Mark Roberts Schauspiel: Don Foster & Susan Beavers                                                              |
| 126        | 11        | Ein Sarg ist keine Sonnenbank                  | The Devil’s Lube                      | 15. Dez. 2008        | 16. Jan. 2010                              | Jeff Melman   | Handlung: Chuck Lorre, Lee Aronsohn & Mark Roberts Schauspiel: Don Foster, Eddie Gorodetsky, Susan Beavers & Jim Patterson |
| 127        | 12        | Sie können jederzeit rein                      | Thank God for Scoliosis               | 12. Jan. 2009        | 26. Jan. 2010                              | Jeff Melman   | Handlung: Eddie Gorodetsky & Jim Patterson Schauspiel: Chuck Lorre & Mark Roberts                                          |
| 128        | 13        | Ponies und Einhörner                           | I Think You Offended Don              | 19. Jan. 2009        | 6. Feb. 2010                               | Jeff Melman   | Handlung: Chuck Lorre & Mark Roberts Schauspiel: Lee Aronsohn, Don Foster & Jim Patterson                                  |
| 129        | 14        | Ein pedantischer, selbstgefälliger Musterknabe | David Copperfield Slipped Me a Roofie | 2. Feb. 2009         | 6. März 2010                               | Jeff Melman   | Handlung: Mark Roberts Schauspiel: Don Foster & Jim Patterson                                                              |
| 130        | 15        | Fangen wir mit der Katze an                    | I’d Like to Start With the Cat        | 9. Feb. 2009         | 13. März 2010                              | Jeff Melman   | Handlung: Chuck Lorre Schauspiel: Mark Roberts, Don Foster & Susan Beavers                                                 |
| 131        | 16        | Wohin mit Wanda?                               | She’ll Still Be Dead At Halftime      | 2. März 2009         | 20. März 2010                              | Jeff Melman   | Handlung: Mark Roberts Schauspiel: Don Foster & Eddie Gorodetsky                                                           |
| 132        | 17        | Der Herr der Ringe                             | The ‘Ocu’ or the ‘Pado’?              | 9. März 2009         | 27. März 2010                              | James Widdoes | Handlung: Susan Beavers & Jim Patterson Schauspiel: Mark Roberts & Don Foster                                              |
| 133        | 18        | Der Schwellkopf meines Sohnes                  | My Son’s Enormous Head                | 16. März 2009        | 30. März 2010                              | James Widdoes | Handlung: Lee Aronsohn & Jim Patterson Schauspiel: Susan Beavers & Eddie Gorodetsky                                        |
| 134        | 19        | Die Zwei-Finger-Regel                          | The Two Finger Rule                   | 30. März 2009        | 31. März 2010                              | James Widdoes | Handlung: Chuck Lorre & Lee Aronsohn Schauspiel: Susan Beavers, Eddie Gorodetsky & Jim Patterson                           |
| 135        | 20        | Alan Cousteau                                  | Hello, I am Alan Cousteau             | 13. Apr. 2009        | 1. Apr. 2010                               | James Widdoes | Handlung: Chuck Lorre & Mark Roberts Schauspiel: Lee Aronsohn, Susan Beavers & Eddie Gorodetsky                            |
| 136        | 21        | Eine klebrige Beziehung                        | Above Exalted Cyclops                 | 27. Apr. 2009        | 2. Apr. 2010                               | James Widdoes | Handlung: Chuck Lorre & Lee Aronsohn Schauspiel: Don Foster & Eddie Gorodetsky                                             |
| 137        | 22        | Katzenklo                                      | Sir Lancelot’s Litter Box             | 4. Mai 2009          | 5. Apr. 2010                               | Jon Cryer     | Handlung: Chuck Lorre, Lee Aronsohn & Don Foster Schauspiel: Susan Beavers, Eddie Gorodetsky & Jim Patterson               |
| 138        | 23        | Der Bauchredner                                | Good Morning, Mrs. Butterworth        | 11. Mai 2009         | 6. Apr. 2010                               | Mark Roberts  | Handlung: Don Foster & Sid Youngers Schauspiel: Mark Roberts & Eddie Gorodetsky                                            |
| 139        | 24        | Plötzlich ein greller Blitz                    | Baseball Was Better With Steroids     | 18. Mai 2009         | 7. Apr. 2010                               | Lee Aronsohn  | Handlung: Mark Roberts & Susan Beavers Schauspiel: Chuck Lorre & Lee Aronsohn                                              |

## Staffel 7
Die Erstausstrahlung der siebten Staffel wurde vom 21. September 2009 bis zum 24. Mai 2010 auf dem amerikanischen Sender CBS gesendet. Die deutschsprachige Erstausstrahlung sendete der österreichische Free-TV-Sender ORF eins vom 4. September 2010 bis zum 19. Februar 2011.
| Nr. (ges.) | Nr. (St.) | Deutscher Titel                      | Originaltitel                       | Erstausstrahlung USA | Deutschsprachige Erstausstrahlung (A) | Regie         | Drehbuch |
| ---------- | --------- | ------------------------------------ | ----------------------------------- | -------------------- | ------------------------------------- | ------------- | --- |
| 140        | 1         | Oxofrmbl                             | 818-jklpuzo                         | 21. Sep. 2009        | 4. Sep. 2010                          | James Widdoes | Handlung: Chuck Lorre, Lee Aronsohn & Mark Roberts Schauspiel: Eddie Gorodetsky, Don Foster & Susan Beavers                                  |
| 141        | 2         | Stark und durchsetzungsfähig         | Whipped Unto the Third Generation   | 28. Sep. 2009        | 11. Sep. 2010                         | James Widdoes | Mark Roberts |
| 142        | 3         | Hm, Fisch, den fress ich             | Mmm, fish. Yum                      | 5. Okt. 2009         | 18. Sep. 2010                         | James Widdoes | Handlung: Chuck Lorre, Lee Aronsohn & Don Foster Schauspiel: Eddie Gorodetsky, Susan Beavers & Jim Patterson                                 |
| 143        | 4         | Hundeentwurmer, Pferdebesamer        | Laxative Tester, Horse Inseminator  | 12. Okt. 2009        | 25. Sep. 2010                         | James Widdoes | Handlung: Susan Beavers & Eddie Gorodetsky Schauspiel: Chuck Lorre, Lee Aronsohn & Mark Roberts                                              |
| 144        | 5         | Der kleine Furzmeister               | For the Sake of the Child           | 19. Okt. 2009        | 2. Okt. 2010                          | James Widdoes | Handlung: Chuck Lorre, Lee Aronson & Mark Roberts Schauspiel: Don Foster & Jim Patterson                                                     |
| 145        | 6         | Brustfrust                           | Give Me Your Thumb                  | 2. Nov. 2009         | 9. Okt. 2010                          | James Widdoes | Handlung: Chuck Lorre & Mark Roberts Schauspiel: David Richardson                                                                            |
| 146        | 7         | Die reine Unbeschmutztheit           | Untainted by Filth                  | 9. Nov. 2009         | 16. Okt. 2010                         | James Widdoes | Handlung: Chuck Lorre, Lee Aronsohn & Don Foster Schauspiel: Susan Beavers & Jim Patterson                                                   |
| 147        | 8         | Sabber, Lechz, Schmacht              | Gorp. Fnark. Schmegle.              | 16. Nov. 2009        | 23. Okt. 2010                         | James Widdoes | Handlung: Chuck Lorre, Lee Aronsohn & Mark Roberts Schauspiel: Eddie Gorodetsky, Susan Beaves & Jim Patterson                                |
| 148        | 9         | Die haarähnliche Substanz            | Captain Terry’s Spray-On Hair       | 23. Nov. 2009        | 2. Nov. 2010                          | James Widdoes | Handlung: Don Foster, Eddie Gorodetsky, Susan Beavers & Jim Patterson Schauspiel: Chuck Lorre, Lee Aronsohn & Mark Roberts                   |
| 149        | 10        | Eiertanz                             | That’s Why They Call It Ball Room   | 7. Dez. 2009         | 9. Nov. 2010                          | James Widdoes | Handlung: Chuck Lorre & Jim Patterson Schauspiel: Lee Aronsohn, Mark Roberts, Don Foster & Eddie Gorodetsky                                  |
| 150        | 11        | Fest der Liebe                       | Warning, It’s Dirty                 | 14. Dez. 2009        | 16. Nov. 2010                         | James Widdoes | Handlung: Chuck Lorre & Mark Roberts Schauspiel: Eddie Gorodetsky & Don Foster                                                               |
| 151        | 12        | Furzwitze, Torte und Celeste         | Fart Jokes, Pie and Celeste         | 11. Jan. 2010        | 23. Nov. 2010                         | James Widdoes | Handlung: Chuck Lorre, Lee Aronsohn, Mark Roberts & Don Foster Schauspiel: Susan Beavers, Eddie Gorodetsky, Jim Patterson & David Richardson |
| 152        | 13        | Keine Polypen                        | Yay, No Polyps!                     | 18. Jan. 2010        | 30. Nov. 2010                         | James Widdoes | Handlung: Chuck Lorre & Lee Aronsohn Schauspiel: Mark Roberts, Don Foster & Jim Patterson                                                    |
| 153        | 14        | Der Familien-Rottweiler – Teil 1     | Crude and Uncalled For (1)          | 1. Feb. 2010         | 18. Dez. 2010                         | James Widdoes | Handlung: Chuck Lorre & Lee Aronsohn Schauspiel: Mark Roberts, Don Foster & Eddie Gorodetsky                                                 |
| 154        | 15        | Charlies Engel – Teil 2              | Aye, Aye, Captain Douche (2)        | 8. Feb. 2010         | 8. Jan. 2011                          | James Widdoes | Handlung: Chuck Lorre, Lee Aronsohn & Susan Beavers Schauspiel: Mark Roberts, Don Foster & Jim Patterson                                     |
| 155        | 16        | Der Kirchenbesuch                    | Tinkle Like a Princess              | 1. März 2010         | 15. Jan. 2011                         | James Widdoes | Handlung: Chuck Lorre & Lee Aronsohn Schauspiel: Mark Roberts, Don Foster & Jim Patterson                                                    |
| 156        | 17        | Ich habe deinen Schnurrbart gefunden | I Found Your Moustache              | 8. März 2010         | 22. Jan. 2011                         | James Widdoes | Handlung: Chuck Lorre, Lee Aronsohn & Mark Roberts Schauspiel: Don Foster, Eddie Gorodetsky & Jim Patterson                                  |
| 157        | 18        | Hopp, auf den Tisch                  | Ixnay on the Oggie Day              | 22. März 2010        | 29. Jan. 2011                         | James Widdoes | Handlung: Don Foster, Eddie Gorodetsky & Jim Patterson Schauspiel: Chuck Lorre, Lee Aronsohn & Mark Roberts                                  |
| 158        | 19        | Superdad                             | Keith Moon Is Vomiting in His Grave | 12. Apr. 2010        | 5. Feb. 2011                          | James Widdoes | Handlung: Mark Roberts & Don Foster Schauspiel: Eddie Gorodetsky & Jim Patterson                                                             |
| 159        | 20        | Austern mit Erdbeeren                | I Called Him Magoo                  | 10. Mai 2010         | 12. Feb. 2011                         | James Widdoes | Handlung: Chuck Lorre & Lee Aronsohn Schauspiel: Mark Roberts, Don Foster & Susan Beavers                                                    |
| 160        | 21        | Die Standuhr                         | Gumby with a Pokey                  | 17. Mai 2010         | 9. Feb. 2011                          | James Widdoes | Handlung: Chuck Lorre, Lee Aronsohn, Susan Beavers & David Richardson Schauspiel: Mark Roberts, Don Foster, Eddie Gorodetsky & Jim Patterson |
| 161        | 22        | Das wird kein gutes Ende nehmen      | This Is Not Gonna End Well          | 24. Mai 2010         | 19. Feb. 2011                         | Lee Aronsohn  | Handlung: Chuck Lorre, Lee Aronsohn, Mark Roberts & Don Foster Schauspiel: Eddie Gorodetsky, Susan Beavers, Jim Patterson & David Richardson |

## Staffel 8
Die Erstausstrahlung der achten Staffel war vom 20. September 2010 bis zum 14. Februar 2011 auf dem amerikanischen Sender CBS zu sehen. Die deutschsprachige Erstausstrahlung der ersten 13 Episoden war vom 27. August bis zum 19. November 2011 auf dem österreichischen Free-TV-Sender ORF eins zu sehen. Die restlichen Episoden wurden zwischen dem 29. November und dem 13. Dezember 2011 auf ProSieben erstausgestrahlt.
| Nr. (ges.) | Nr. (St.) | Deutscher Titel                           | Originaltitel                          | Erstausstrahlung USA | Deutschsprachige Erstausstrahlung (A/D) | Regie         | Drehbuch | Zuschauer (DE) | A-Quoten |
| ---------- | --------- | ----------------------------------------- | -------------------------------------- | -------------------- | --------------------------------------- | ------------- | --- | -------------- | -------- |
| 162        | 1         | Tubensahne                                | Three Girls and a Guy Named Bud        | 20. Sep. 2010        | 27. Aug. 2011                           | James Widdoes | Handlung: Chuck Lorre & Lee Aronsohn Schauspiel: Don Foster, Jim Patterson & Eddie Gorodetsky                   | 2,14 Mio.      | –        |
| 163        | 2         | Eine Flasche Wein und ein Presslufthammer | A Bottle of Wine and a Jackhammer      | 27. Sep. 2010        | 3. Sep. 2011                            | James Widdoes | Handlung: Chuck Lorre, Lee Aronsohn & Susan Beavers Schauspiel: Don Foster, Eddie Gorodetsky & Jim Patterson    | 2,09 Mio.      | 137.000  |
| 164        | 3         | Feuer und Flamme                          | A Pudding-Filled Cactus                | 4. Okt. 2010         | 10. Sep. 2011                           | James Widdoes | Handlung: Chuck Lorre, Lee Aronsohn & David Richardson Schauspiel: Don Foster, Eddie Gorodetsky & Susan Beavers | 1,92 Mio.      | 124.000  |
| 165        | 4         | Nutten, Nutten, Nutten                    | Hookers, Hookers, Hookers              | 11. Okt. 2010        | 17. Sep. 2011                           | James Widdoes | Handlung: Don Foster, Eddie Gorodetsky & Susan Beavers Schauspiel: Chuck Lorre, Lee Aronsohn & Jim Patterson    | 2,53 Mio.      | 158.000  |
| 166        | 5         | Die Mumie schlägt zurück                  | The Immortal Mr. Billy Joel            | 18. Okt. 2010        | 24. Sep. 2011                           | James Widdoes | Handlung: Chuck Lorre, Lee Aronsohn & Don Foster Schauspiel: Eddie Gorodetsky, Susan Beavers & Jim Patterson    | 2,03 Mio.      | 126.000  |
| 167        | 6         | Oberflächlich, eitel und seicht           | Twanging Your Magic Clanger            | 25. Okt. 2010        | 1. Okt. 2011                            | James Widdoes | Handlung: Lee Aronsohn & Don Foster Schauspiel: Chuck Lorre, Eddie Gorodetsky & Jim Patterson                   | 2,31 Mio.      | 160.000  |
| 168        | 7         | Verrückte Weiber                          | The Crazy Bitch Gazette                | 1. Nov. 2010         | 8. Okt. 2011                            | James Widdoes | Handlung: Chuck Lorre & Lee Aronsohn Schauspiel: Don Foster, Eddie Gorodetsky & Jim Patterson                   | 2,32 Mio.      | 172.000  |
| 169        | 8         | Wolkenstürmer am Stiel                    | Springtime on a Stick                  | 8. Nov. 2010         | 15. Okt. 2011                           | James Widdoes | Eddie Gorodetsky & Jim Patterson                                                                                | 2,17 Mio.      | 168.000  |
| 170        | 9         | Schöne Stunden in Zentralafrika           | A Good Time In Central Africa          | 15. Nov. 2010        | 22. Okt. 2011                           | James Widdoes | Handlung: Don Reo Schauspiel: Eddie Gorodetsky & Jim Patterson                                                  | 1,99 Mio.      | 196.000  |
| 171        | 10        | Die japanische Regenbrille                | Ow, Ow, Don’t Stop                     | 22. Nov. 2010        | 29. Okt. 2011                           | James Widdoes | Handlung: Chuck Lorre & Lee Aronsohn Schauspiel: Susan Beavers, Don Reo & David Richardson                      | 2,05 Mio.      | 154.000  |
| 172        | 11        | Von der Hüfte abwärts tot                 | Dead From the Waist Down               | 6. Dez. 2010         | 5. Nov. 2011                            | James Widdoes | Handlung: Susan Beavers, David Richardson & Don Reo Schauspiel: Chuck Lorre & Lee Aronsohn                      | 2,11 Mio.      | 175.000  |
| 173        | 12        | Der Mann ohne Freunde                     | Chocolate Diddlers or My Puppy’s Dead  | 13. Dez. 2010        | 12. Nov. 2011                           | James Widdoes | Handlung: Chuck Lorre Schauspiel: Eddie Gorodetsky & Jim Patterson                                              | 2,24 Mio.      | 143.000  |
| 174        | 13        | Stinktier, Ketchup und Hundekacke         | Skunk, Dog Crap And Ketchup            | 3. Jan. 2011         | 19. Nov. 2011                           | James Widdoes | Handlung: Alissa Neubauer Schauspiel: Chuck Lorre, Lee Aronsohn, Don Reo & David Richardson                     | 2,33 Mio.      | 172.000  |
| 175        | 14        | Der menschliche Vulkan                    | Lookin’ For Japanese Subs              | 17. Jan. 2011        | 29. Nov. 2011                           | James Widdoes | Handlung: Chuck Lorre & Lee Aronsohn Schauspiel: Eddie Gorodetsky, Susan Beavers & Jim Patterson                | 2,29 Mio.      | 142.000  |
| 176        | 15        | Still und steif                           | Three Hookers and a Philly Cheesesteak | 7. Feb. 2011         | 6. Dez. 2011                            | James Widdoes | Eddie Gorodetsky & Jim Patterson                                                                                | –              | 166.000  |
| 177        | 16        | Dein Mann ist eine Puppe                  | That Darn Priest                       | 14. Feb. 2011        | 13. Dez. 2011                           | James Widdoes | Handlung: Chuck Lorre & Lee Aronsohn Schauspiel: Susan Beavers, David Richardson & Don Reo                      | 2,50 Mio.      | –        |

## Staffel 9
Die Erstausstrahlung der neunten Staffel war vom 19. September 2011 bis zum 14. Mai 2012 auf dem US-amerikanischen Sender CBS zu sehen. Die deutschsprachige Erstausstrahlung der ersten 11 Folgen war von 10. Januar 2012 bis 13. März 2012 auf dem Free-TV-Sender ProSieben zu sehen. Die Erstausstrahlung der restlichen Folgen erfolgte dann zwischen 28. August 2012 und 13. November 2012.
| Nr. (ges.) | Nr. (St.) | Deutscher Titel                       | Originaltitel                    | Erstausstrahlung USA | Deutschsprachige Erstausstrahlung (D) | Regie         | Drehbuch | Zuschauer (DE) |
| ---------- | --------- | ------------------------------------- | -------------------------------- | -------------------- | ------------------------------------- | ------------- | --- | -------------- |
| 178        | 1         | Sehr erfreut, Walden Schmidt          | Nice to Meet You, Walden Schmidt | 19. Sep. 2011        | 10. Jan. 2012                         | James Widdoes | Chuck Lorre, Lee Aronsohn, Eddie Gorodetsky & Jim Patterson                                                                 | 4,12 Mio.      |
| 179        | 2         | Peter Pans Mutter                     | People Who Love Peepholes        | 26. Sep. 2011        | 10. Jan. 2012                         | James Widdoes | Chuck Lorre, Lee Aronsohn, Eddie Gorodetsky & Jim Patterson                                                                 | 4,81 Mio.      |
| 180        | 3         | Herpes Junior                         | Big Girls Don’t Throw Food       | 3. Okt. 2011         | 17. Jan. 2012                         | James Widdoes | Handlung: Chuck Lorre & Andrew J. B. Aronsohn Schauspiel: Eddie Gorodetsky & Jim Patterson                                  | 3,09 Mio.      |
| 181        | 4         | Neun-Finger-Daddy                     | Nine Magic Fingers               | 10. Okt. 2011        | 24. Jan. 2012                         | James Widdoes | Handlung: Eddie Gorodetsky & Jim Patterson Schauspiel: Chuck Lorre & Lee Aronsohn                                           | 3,06 Mio.      |
| 182        | 5         | Riesenkatze mit Halsreif              | A Giant Cat Holding a Churro     | 17. Okt. 2011        | 31. Jan. 2012                         | James Widdoes | Handlung: Chuck Lorre, Lee Aronsohn, Eddie Gorodetsky & Jim Patterson Schauspiel: Susan Beavers, Don Reo & David Richardson | 2,80 Mio.      |
| 183        | 6         | Die Schwulennummer                    | The Squat and The Hover          | 24. Okt. 2011        | 7. Feb. 2012                          | James Widdoes | Handlung: Chuck Lorre, Lee Aronsohn, Eddie Gorodetsky & Jim Patterson Schauspiel: Susan Beavers, Don Reo & David Richardson | 2,33 Mio.      |
| 184        | 7         | Das Tagebuch                          | Those Fancy Japanese Toilets     | 31. Okt. 2011        | 14. Feb. 2012                         | James Widdoes | Handlung: Chuck Lorre & Lee Aronsohn Schauspiel: Eddie Gorodetsky & Jim Patterson                                           | 2,31 Mio.      |
| 185        | 8         | Danke für den Geschlechtsverkehr      | Thank You For The Intercourse    | 7. Nov. 2011         | 21. Feb. 2012                         | James Widdoes | Handlung: Chuck Lorre & Susan McMartin Schauspiel: Lee Aronsohn, Eddie Gorodetsky & Jim Patterson                           | 2,41 Mio.      |
| 186        | 9         | Frodos Autogrammkarten                | Frodo’s Headshots                | 14. Nov. 2011        | 28. Feb. 2012                         | James Widdoes | Handlung: Chuck Lorre & Lee Aronsohn Schauspiel: Susan Beavers, Don Reo & David Richardson                                  | 2,46 Mio.      |
| 187        | 10        | Ein Fischglas voller Glasaugen        | A Fishbowl Full of Glass Eyes    | 21. Nov. 2011        | 6. März 2012                          | James Widdoes | Handlung: Chuck Lorre & Gemma Baker Schauspiel: Lee Aronsohn, Eddie Gorodetsky & Jim Patterson                              | 2,17 Mio.      |
| 188        | 11        | Die Lückenbüßerin                     | A Lovely Landing Strip           | 5. Dez. 2011         | 13. März 2012                         | James Widdoes | Handlung: Chuck Lorre & Lee Aronsohn Schauspiel: Eddie Gorodetsky, Jim Patterson & Don Reo                                  | 2,07 Mio.      |
| 189        | 12        | Eine falsche Bewegung, Zimbabwe!      | One False Move, Zimbabwe!        | 12. Dez. 2011        | 28. Aug. 2012                         | James Widdoes | Handlung: Chuck Lorre & Lee Aronsohn Schauspiel: Jim Patterson, Eddie Gorodetsky & Don Reo                                  | 1,93 Mio.      |
| 190        | 13        | Jahre voller Einsamkeit und Yoga      | Slowly and in a Circular Fashion | 2. Jan. 2012         | 28. Aug. 2012                         | James Widdoes | Handlung: Chuck Lorre & Ashton Kutcher Schauspiel: Lee Aronsohn & Eddie Gorodetsky & Jim Patterson                          | 2,22 Mio.      |
| 191        | 14        | Ein Opossum auf Chemo                 | A Possum on Chemo                | 16. Jan. 2012        | 4. Sep. 2012                          | James Widdoes | Handlung: Susan Beavers & Susan McMartin Schauspiel: Chuck Lorre, Eddie Gorodetsky & Jim Patterson                          | 1,84 Mio.      |
| 192        | 15        | Der fleischliche Pausenfüller         | The Duchess of Dull-in-Sack      | 6. Feb. 2012         | 11. Sep. 2012                         | James Widdoes | Handlung: Chuck Lorre & Lee Aronsohn Schauspiel: Eddie Gorodetsky, Jim Patterson, & Don Reo                                 | 1,74 Mio.      |
| 193        | 16        | Das böse Lachen                       | Sips, Sonnets and Sodomy         | 13. Feb. 2012        | 18. Sep. 2012                         | James Widdoes | Handlung: Eddie Gorodetsky, Jim Patterson, & Don Reo Schauspiel: Chuck Lorre & Lee Aronsohn                                 | 1,77 Mio.      |
| 194        | 17        | Nicht in meinen Mund!                 | Not in my Mouth                  | 20. Feb. 2012        | 25. Sep. 2012                         | James Widdoes | Handlung: Eddie Gorodetsky, Jim Patterson, & Don Reo Schauspiel: Chuck Lorre & Lee Aronsohn                                 | 1,44 Mio.      |
| 195        | 18        | Das Zahnfleisch eines Zwanzigjährigen | The War Against Gingivitis       | 27. Feb. 2012        | 2. Okt. 2012                          | James Widdoes | Handlung: Chuck Lorre & Lee Aronsohn Schauspiel: Eddie Gorodetsky, Jim Patterson, & Don Reo                                 | 1,52 Mio.      |
| 196        | 19        | Der Ding-Shop                         | Palmdale, Ech                    | 19. März 2012        | 9. Okt. 2012                          | James Widdoes | Handlung: Chuck Lorre & Lee Aronsohn Schauspiel: Eddie Gorodetsky, Jim Patterson, & Don Reo                                 | 2,07 Mio.      |
| 197        | 20        | Ein Tässchen Tee                      | Grandma’s Pie                    | 9. Apr. 2012         | 16. Okt. 2012                         | James Widdoes | Handlung: Eddie Gorodetsky, Jim Patterson & Don Reo Schauspiel: Chuck Lorre & Lee Aronsohn                                  | 1,65 Mio.      |
| 198        | 21        | Mir ist langweilig                    | Mr. Hose Says Yes                | 16. Apr. 2012        | 23. Okt. 2012                         | James Widdoes | Handlung: Lee Aronsohn & Susan Beavers Schauspiel: Chuck Lorre, Eddie Gorodetsky, Jim Patterson & Don Reo                   | 1,81 Mio.      |
| 199        | 22        | Warum wir nichts von Frauen wollen    | Why We Gave Up Women             | 30. Apr. 2012        | 30. Okt. 2012                         | James Widdoes | Handlung: Chuck Lorre & Lee Aronsohn Schauspiel: Eddie Gorodetsky, Jim Patterson & Don Reo                                  | 1,71 Mio.      |
| 200        | 23        | Alle lieben Alan                      | The Straw In My Donut Hole       | 7. Mai 2012          | 6. Nov. 2012                          | James Widdoes | Handlung: Eddie Gorodetsky, Jim Patterson & Don Reo Schauspiel: Chuck Lorre, Lee Aronsohn & Susan Beavers                   | 1,88 Mio       |
| 201        | 24        | Die Superchance                       | Oh Look! Al-Qaeda!               | 14. Mai 2012         | 13. Nov. 2012                         | James Widdoes | Handlung: Chuck Lorre & Lee Aronsohn Schauspiel: Eddie Gorodetsky, Jim Patterson & Don Reo                                  | 1,97 Mio       |

## Staffel 10
Die Erstausstrahlung der zehnten Staffel war vom 27. September 2012 bis zum 9. Mai 2013 auf dem US-amerikanischen Sender CBS zu sehen. Die deutschsprachige Erstausstrahlung wurde ab dem 8. Januar 2013 auf ProSieben gezeigt. Jedoch wurde die Ausstrahlung nach der 12. Episode unterbrochen. Die restlichen Folgen wurden vom 27. August bis zum 29. Oktober 2013 ausgestrahlt.
| Nr. (ges.) | Nr. (St.) | Deutscher Titel                    | Originaltitel                             | Erstausstrahlung USA | Deutschsprachige Erstausstrahlung (D) | Regie         | Drehbuch | Zuschauer (DE) |
| ---------- | --------- | ---------------------------------- | ----------------------------------------- | -------------------- | ------------------------------------- | ------------- | --- | -------------- |
| 202        | 1         | Ich bin wie Reizhusten             | I Changed My Mind About the Milk          | 27. Sep. 2012        | 8. Jan. 2013                          | James Widdoes | Handlung: Chuck Lorre & Eddie Gorodetsky Schauspiel: Don Reo & Jim Patterson                                      | 1,55 Mio.      |
| 203        | 2         | Her mit deiner Hose                | A Big Bag of Dog                          | 4. Okt. 2012         | 8. Jan. 2013                          | James Widdoes | Handlung: Chuck Lorre & Don Reo Schauspiel: Jim Patterson & Eddie Gorodetsky                                      | 1,89 Mio.      |
| 204        | 3         | Der Trauer-Dreier                  | Four Balls, Two Bats and One Mitt         | 11. Okt. 2012        | 15. Jan. 2013                         | James Widdoes | Handlung: Don Reo & Jim Patterson Schauspiel: Chuck Lorre & Eddie Gorodetsky                                      | 2,00 Mio.      |
| 205        | 4         | Ein hübsches Kind                  | You Know What the Lollipop Is For         | 18. Okt. 2012        | 22. Jan. 2013                         | James Widdoes | Handlung: Chuck Lorre & Alissa Neubauer Schauspiel: Don Reo, Jim Patterson, & Eddie Gorodetsky                    | 2,40 Mio.      |
| 206        | 5         | Hinterlistig und verschlagen       | That’s Not What They Call It in Amsterdam | 25. Okt. 2012        | 29. Jan. 2013                         | James Widdoes | Handlung: Eddie Gorodetsky & Susan McMartin Schauspiel: Chuck Lorre, Don Reo & Jim Patterson                      | 1,96 Mio.      |
| 207        | 6         | Frettchen, fass!                   | Ferrets, Attack!                          | 1. Nov. 2012         | 5. Feb. 2013                          | James Widdoes | Handlung: Chuck Lorre & Don Reo Schauspiel: Jim Patterson, Eddie Gorodetsky, Matt Ross & Max Searle               | 2,07 Mio.      |
| 208        | 7         | Die Menschenflüsterin              | Avoid the Chinese Mustard                 | 8. Nov. 2012         | 12. Feb. 2013                         | James Widdoes | Handlung: Chuck Lorre & Gemma Baker Schauspiel: Don Reo, Jim Patterson & Eddie Gorodetsky                         | 2,35 Mio.      |
| 209        | 8         | Arm aber schön                     | Something My Gynecologist Said            | 15. Nov. 2012        | 19. Feb. 2013                         | James Widdoes | Handlung: Chuck Lorre & Jim Patterson Schauspiel: Don Reo & Eddie Gorodetsky                                      | 1,93 Mio.      |
| 210        | 9         | Die Paparazzi-Falle                | I Scream When I Pee                       | 29. Nov. 2012        | 26. Feb. 2013                         | James Widdoes | Handlung: Chuck Lorre & Don Reo Schauspiel: Jim Patterson, Eddie Gorodetsky & Steve Tompkins                      | 1,81 Mio.      |
| 211        | 10        | Ein-Ei-Johnson                     | One Nut Johnson                           | 6. Dez. 2012         | 5. März 2013                          | James Widdoes | Handlung: Don Reo, Jim Patterson & Eddie Gorodetsky Schauspiel: Chuck Lorre, Steve Tompkins & Alisa Neubauer      | 1,86 Mio.      |
| 212        | 11        | Der Baumverkäufer                  | Give Santa a Tail-hole                    | 13. Dez. 2012        | 12. März 2013                         | James Widdoes | Handlung: Chuck Lorre, Matt Ross & Mark Seale Schauspiel: Don Reo, Jim Patterson & Eddie Gorodetsky               | 1,62 Mio.      |
| 213        | 12        | Willkommen auf Alancrest           | Welcome to Alancrest                      | 3. Jan. 2013         | 19. März 2013                         | James Widdoes | Handlung: Chuck Lorre, Don Reo & Steve Tompkins Schauspiel: Jim Patterson, Eddie Gorodetsky & Susan McMartin      | 1,99 Mio.      |
| 214        | 13        | Das Leben ist kein Musical         | Grab a Feather and Get in Line            | 10. Jan. 2013        | 27. Aug. 2013                         | James Widdoes | Handlung: Chuck Lorre, Eddie Gorodetsky & Gemma Baker Schauspiel: Don Reo, Jim Patterson & Alissa Neubauer        | 1,41 Mio.      |
| 215        | 14        | Wer hat in meinen Busch gepinkelt? | Run Steven Staven! Run!                   | 31. Jan. 2013        | 27. Aug. 2013                         | James Widdoes | Handlung: Chuck Lorre, Don Reo & Eddie Gorodetsky Schauspiel: Jim Patterson, Matt Ross & Max Searle               | 1,53 Mio.      |
| 216        | 15        | Tattoo-Tata                        | Paint It, Pierce It or Plug It            | 7. Feb. 2013         | 3. Sep. 2013                          | James Widdoes | Handlung: Chuck Lorre, Don Reo & Eddie Gorodetsky Schauspiel: Jim Patterson, Matt Ross & Max Searle               | 1,68 Mio.      |
| 217        | 16        | Vorteil: Fettes, fliegendes Baby   | Advantage: Fat, Flying Baby               | 14. Feb. 2013        | 10. Sep. 2013                         | James Widdoes | Handlung: Chuck Lorre, Eddie Gorodetsky & Alissa Neubauer Schauspiel: Jim Patterson, Don Reo & Steve Tompkins     | 1,50 Mio.      |
| 218        | 17        | Mittelschul-Mysterien              | Throgwarten Middle School Mysteries       | 21. Feb. 2013        | 17. Sep. 2013                         | James Widdoes | Handlung: Chuck Lorre, Jim Patterson & Nick Bakay Schauspiel: Don Reo, Eddie Gorodetsky & Gemma Baker             | 2,09 Mio.      |
| 219        | 18        | Neun Uhr vier von Pemberton        | The 9:04 From Pemberton                   | 7. März 2013         | 24. Sep. 2013                         | James Widdoes | Handlung: Chuck Lorre, Jim Patterson & Eddie Gorodetsky Schauspiel: Don Reo, Steve Tompkins & Alissa Neubauer     | 1,64 Mio.      |
| 220        | 19        | Tragen Schafe Lippenstift?         | Big Episode: Someone Stole a Spoon        | 14. März 2013        | 1. Okt. 2013                          | James Widdoes | Handlung: Chuck Lorre, Don Reo & Gemma Baker Schauspiel: Jim Patterson, Eddie Gorodetsky & Susan McMartin         | 1,50 Mio.      |
| 221        | 20        | Mund weg von meiner Tochter        | Bazinga! That’s From A TV Show            | 4. Apr. 2013         | 8. Okt. 2013                          | James Widdoes | Handlung: Chuck Lorre, Jim Patterson & Eddie Gorodetsky Schauspiel: Don Reo, Matt Ross & Max Searle               | 1,67 Mio.      |
| 222        | 21        | Noch eine Nacht mit Neil Diamond   | Another Night With Neil Diamond           | 25. Apr. 2013        | 15. Okt. 2013                         | James Widdoes | Handlung: Chuck Lorre, Don Reo & Steve Tompkins Schauspiel: Jim Patterson, Eddie Gorodetsky & Nick Bakay          | 1,71 Mio.      |
| 223        | 22        | Die Unterwäsche der Stars          | My Bodacious Vidalia                      | 2. Mai 2013          | 22. Okt. 2013                         | James Widdoes | Handlung: Chuck Lorre, Don Reo, Jim Patterson & Eddie Gorodetsky Schauspiel: Gemma Baker, Matt Ross & Matt Searle | 1,84 Mio.      |
| 224        | 23        | Backen mit Oma                     | Cows, Prepare to Be Tipped                | 9. Mai 2013          | 29. Okt. 2013                         | James Widdoes | Handlung: Chuck Lorre, Alissa Neubauer & Susan McMartin Schauspiel: Don Reo, Jim Patterson & Eddie Gorodetsky     | 2,00 Mio.      |

## Staffel 11
Die Erstausstrahlung der elften Staffel war vom 26. September 2013 bis zum 8. Mai 2014 auf dem US-amerikanischen Sender CBS zu sehen. Die deutschsprachige Erstausstrahlung sendete der deutsche Free-TV-Sender ProSieben vom 7. Januar bis zum 28. Oktober 2014.
| Nr. (ges.) | Nr. (St.) | Deutscher Titel                     | Originaltitel                            | Erstausstrahlung USA | Deutschsprachige Erstausstrahlung (D) | Regie         | Drehbuch |
| ---------- | --------- | ----------------------------------- | ---------------------------------------- | -------------------- | ------------------------------------- | ------------- | --- |
| 225        | 1         | Charlies Tochter                    | Nangnangnangnang                         | 26. Sep. 2013        | 7. Jan. 2014                          | James Widdoes | Handlung: Chuck Lorre & Susan McMartin Schauspiel: Don Reo, Jim Patterson & Steve Tompkins                                   |
| 226        | 2         | Buddha lugt aus seinem Tempel       | I Think I Banged Lucille Ball            | 3. Okt. 2013         | 7. Jan. 2014                          | James Widdoes | Handlung: Chuck Lorre & Alissa Neubauer Schauspiel: Don Reo, Jim Patterson & Jeff Lowell                                     |
| 227        | 3         | Pech mit der Perle                  | This Unblessed Biscuit                   | 10. Okt. 2013        | 14. Jan. 2014                         | James Widdoes | Handlung: Chuck Lorre & Jim Patterson Schauspiel: Don Reo, Matt Ross & Matt Searle                                           |
| 228        | 4         | Strip Poker                         | Clank, Clank, Drunken Skank              | 17. Okt. 2013        | 21. Jan. 2014                         | James Widdoes | Handlung: Chuck Lorre & Susan McMartin Schauspiel: Jim Patterson, Don Reo & Steve Tompkins                                   |
| 229        | 5         | Alan Harper, Frauenbeglücker        | Alan Harper, Pleasing Women Since 2003   | 24. Okt. 2013        | 28. Jan. 2014                         | James Widdoes | Handlung: Steve Tompkins, Alissa Neubauer & Don Reo Schauspiel: Jim Patterson, Jeff Lowell & Jim Vallely                     |
| 230        | 6         | Wonder Woman                        | Justice in Star-Spangled Hot Pants       | 7. Nov. 2013         | 4. Feb. 2014                          | James Widdoes | Handlung: Don Reo, Susan McMartin & Jon Cryer Schauspiel: Jim Patterson, Tim Kelleher & Jeff Lowell                          |
| 231        | 7         | Mein erstes Mal                     | Some Kind of Lesbian Zombie              | 14. Nov. 2013        | 11. Feb. 2014                         | James Widdoes | Handlung: Jim Patterson, Steve Tompkins & Jeff Lowell Schauspiel: Don Reo, Matt Ross & Max Searle                            |
| 232        | 8         | Der listige Larry                   | Mr. Walden, He Die. I Clean Room.        | 21. Nov. 2013        | 18. Feb. 2014                         | James Widdoes | Handlung: Chuck Lorre, Jim Patterson & Steve Tompkins Schauspiel: Don Reo, Susan McMartin & Saladin Patterson                |
| 233        | 9         | Hals- und Beinbruch                 | Numero Uno Accidente Lawyer              | 5. Dez. 2013         | 25. Feb. 2014                         | James Widdoes | Handlung: Don Reo, Tim Kelleher & Nathan Chetty Schauspiel: Jim Patterson, Saladin Patterson & Jim Valley                    |
| 234        | 10        | Feuchtfröhliche Weihnacht           | On Vodka, on Soda, on Blender, on Mixer! | 12. Dez. 2013        | 4. März 2014                          | James Widdoes | Handlung: Don Reo, Jim Patterson & Jeff Lowell Schauspiel: Saladin K. Patterson, Matt Ross & Max Searle                      |
| 235        | 11        | Ein Eissandwich im Ofen             | Tazed in the Lady Nuts                   | 2. Jan. 2014         | 11. März 2014                         | James Widdoes | Handlung: Tim Kelleher, Jeff Lowell & Jim Vallely Schauspiel: Don Reo, Jim Patterson & Steve Tompkins                        |
| 236        | 12        | Baseball. Busen. Busen. Baseball.   | Baseball. Boobs. Boobs. Baseball.        | 9. Jan. 2014         | 18. März 2014                         | James Widdoes | Handlung: Don Reo, Susan McMartin & Leslie Schapira Schauspiel: Jim Patterson, Matt Ross & Max Searle                        |
| 237        | 13        | Tot, tot, Koma, Florida             | Bite Me, Supreme Court                   | 30. Jan. 2014        | 2. Sep. 2014                          | James Widdoes | Handlung: Tim Kelleher, Jeff Lowell & Jim Vallely Schauspiel: Don Reo, Jim Patterson & Steve Tompkins                        |
| 238        | 14        | Ein ganzer Kerl                     | Three Fingers of Crème de Menthe         | 6. Feb. 2014         | 2. Sep. 2014                          | James Widdoes | Handlung: Don Reo, Jim Patterson & Maria Espada Pearce Schauspiel: Steve Tompkins, Saladin K. Patterson & Susan McMartin     |
| 239        | 15        | Der Resteverwerter der Liebe        | Cab Fare and a Bottle of Penicillin      | 27. Feb. 2014        | 9. Sep. 2014                          | James Widdoes | Handlung: Jim Patterson, Tim Kelleher & Jim Vallely Schauspiel: Don Reo, Matt Ross & Max Searle                              |
| 240        | 16        | Wie man Alan Harper los wird        | How to Get Rid of Alan Harper            | 6. März 2014         | 16. Sep. 2014                         | James Widdoes | Handlung: Saladin K. Patterson, Jim Vallely & Leslie Schapira Schauspiel: Don Reo, Jim Patterson & Jeff Lowell               |
| 241        | 17        | Willkommen zuhause, Jake            | Welcome Home, Jake                       | 13. März 2014        | 23. Sep. 2014                         | James Widdoes | Handlung: Don Reo, Jim Patterson & Saladin K. Patterson Schauspiel: Tim Kelleher, Matt Ross & Max Searle                     |
| 242        | 18        | West Side Story                     | West Side Story                          | 3. Apr. 2014         | 30. Sep. 2014                         | James Widdoes | Handlung: Don Reo, Jim Patterson & Susan McMartin Schauspiel: Jeff Lowell, Matt Ross & Max Searle                            |
| 243        | 19        | Darf ich aus ihrem Schlauch trinken | Lan Mao Shi Zai Wuding Shang             | 10. Apr. 2014        | 7. Okt. 2014                          | James Widdoes | Handlung: Jeff Lowell, Matt Ross & Max Searle Schauspiel: Don Reo, Jim Patterson & Steve Tompkins                            |
| 244        | 20        | Therapie am Ozean                   | Lotta Delis in Little Armenia            | 24. Apr. 2014        | 14. Okt. 2014                         | James Widdoes | Handlung: Don Reo, Steve Tompkins & Saladin K. Patterson Schauspiel: Jim Patterson, Tim Kelleher & Jim Vallely               |
| 245        | 21        | Wer ist Alan Harper?                | Dial 1-900-Mix-A-Lot                     | 1. Mai 2014          | 21. Okt. 2014                         | James Widdoes | Handlung: Jim Patterson, Matt Ross & Max Searle Schauspiel: Don Reo, Steve Tompkins & Susan McMartin                         |
| 246        | 22        | Mit Waldi in die Zukunft            | Oh, WALD-E, Good Times Ahead             | 8. Mai 2014          | 28. Okt. 2014                         | James Widdoes | Handlung: Don Reo, Jim Patterson, Tim Kelleher & Jim Vallely Schauspiel: Steve Tompkins, Jeff Lowell, Matt Ross & Max Searle |

## Staffel 12
Die Erstausstrahlung der zwölften Staffel war vom 30. Oktober 2014 bis zum 19. Februar 2015 auf dem US-amerikanischen Sender CBS zu sehen. Die deutschsprachige Erstausstrahlung sendete der deutsche Free-TV-Sender ProSieben vom 17. Februar bis zum 26. Mai 2015.
| Nr. (ges.) | Nr. (St.) | Deutscher Titel                | Originaltitel                         | Erstausstrahlung USA | Deutschsprachige Erstausstrahlung (D) | Regie         | Drehbuch |
| ---------- | --------- | ------------------------------ | ------------------------------------- | -------------------- | ------------------------------------- | ------------- | --- |
| 247        | 1         | Der Heiratsantrag              | The Ol’ Mexican Spinach               | 30. Okt. 2014        | 17. Feb. 2015                         | James Widdoes | Handlung: Chuck Lorre, Lee Aronsohn & Warren Bell Schauspiel: Don Reo, Jim Patterson & Steve Tompkins          |
| 248        | 2         | Hochzeit auf Ibiza             | A Chic Bar in Ibiza                   | 6. Nov. 2014         | 24. Feb. 2015                         | James Widdoes | Handlung: Lee Aronsohn, Don Reo & Jim Patterson Schauspiel: Tim Kelleher, Saladin K. Patterson & Jim Vallely   |
| 249        | 3         | Das Traumpaar                  | Glamping in a Yurt                    | 13. Nov. 2014        | 3. März 2015                          | James Widdoes | Handlung: Saladin K. Patterson, Matt Ross & Max Searle Schauspiel: Don Reo, Jim Patterson & Jim Vallely        |
| 250        | 4         | Zehn Finger, zehn Zehen        | Thirty-Eight, Sixty-Two, Thirty-Eight | 20. Nov. 2014        | 10. März 2015                         | James Widdoes | Handlung: Don Reo, Jim Patterson & Steve Tompkins Schauspiel: Warren Bell, Matt Ross & Max Searle              |
| 251        | 5         | Willkommen in Malibu           | Oontz Oontz Oontz                     | 27. Nov. 2014        | 17. März 2015                         | James Widdoes | Handlung: Don Reo, Steve Tompkins & Warren Bell Schauspiel: Jim Patterson, Tim Kelleher & Saladin K. Patterson |
| 252        | 6         | Alan hat ein Kind erschossen   | Alan Shot A Little Girl               | 4. Dez. 2014         | 24. März 2015                         | Jon Cryer     | Handlung: Don Reo, Maria Espada Pearce & Nathan Chetty Schauspiel: Jim Patterson, Steve Tompkins & Warren Bell |
| 253        | 7         | Die sieben Zwerge des Ekels    | Sex With An Animated Ed Asner         | 11. Dez. 2014        | 31. März 2015                         | James Widdoes | Handlung: Jim Patterson, Jim Vallely & Tim Kelleher Schauspiel: Don Reo, Matt Ross & Max Searle                |
| 254        | 8         | Hier kommt der Weihnachtsmann  | Family, Bublé, Deep-Fried Turkey      | 18. Dez. 2014        | 7. Apr. 2015                          | James Widdoes | Handlung: Warren Bell, Saladin K. Patterson & Jim Vallely Schauspiel: Don Reo, Jim Patterson & Steve Thompkins |
| 255        | 9         | Mütter an der Kletterwand      | Bouncy, Bouncy, Bouncy, Lyndsey       | 8. Jan. 2015         | 14. Apr. 2015                         | James Widdoes | Handlung: Jim Patterson, Tim Kelleher & Saladin K. Patterson Schauspiel: Don Reo, Matt Ross & Max Searle       |
| 256        | 10        | Sei stark, Wonder Woman!       | Here I Come, Pants!                   | 15. Jan. 2015        | 21. Apr. 2015                         | James Widdoes | Handlung: Chuck Lorre, Don Reo & Jim Patterson Schauspiel: Tim Kelleher, Matt Ross & Max Searle                |
| 257        | 11        | Die Männergruppe               | For Whom the Booty Calls              | 22. Jan. 2015        | 28. Apr. 2015                         | James Widdoes | Handlung: Warren Bell, Saladin K. Patterson & Jim Vallely Schauspiel: Don Reo, Jim Patterson & Steve Tompkins  |
| 258        | 12        | Alans gefährliche Liebschaften | A Beer-Battered Rip-Off               | 29. Jan. 2015        | 5. Mai 2015                           | James Widdoes | Handlung: Don Reo, Jim Patterson & Jeff Lowell Schauspiel: Matt Ross, Max Searle & Nathan Chetty               |
| 259        | 13        | Opa stand auf Nutten           | Boompa Loved His Hookers              | 5. Feb. 2015         | 12. Mai 2015                          | James Widdoes | Handlung: Steve Tompkins, Warren Bell & Jeff Lowell Schauspiel: Don Reo, Jim Patterson & Nathan Chetty         |
| 260        | 14        | Ich bin eine Prinzessin        | Don’t Give A Monkey A Gun             | 12. Feb. 2015        | 19. Mai 2015                          | James Widdoes | Handlung: Don Reo, Jim Patterson & Tim Kelleher Schauspiel: Jim Vallely, Matt Ross & Max Searle                |
| 261        | 15        | Natürlich ist er tot (1)       | Of Course He’s Dead (1)               | 19. Feb. 2015        | 26. Mai 2015                          | James Widdoes | Chuck Lorre, Lee Aronsohn, Don Reo & Jim Patterson                                                             |
| 262        | 16        | Natürlich ist er tot (2)       | Of Course He’s Dead (2)               | 19. Feb. 2015        | 26. Mai 2015                          | James Widdoes | Chuck Lorre, Lee Aronsohn, Don Reo & Jim Patterson                                                             |